# Кастелново не'Монти (Ређо Емилија)
Кастелново не'Монти (итал. Castelnovo ne' Monti) је насеље у Италији у округу Ређо Емилија, региону Емилија-Ромања.
Према процени из 2011. у насељу је живело 10046 становника. Насеље се налази на надморској висини од 711 м.

## Становништво
| 1931. | 1936. | 1951. | 1961. | 1971. | 1981. | 1991. | 2001.  | 2011.  |
| ----- | ----- | ----- | ----- | ----- | ----- | ----- | ------ | ------ |
| 9.231 | 9.414 | 9.677 | 9.348 | 8.909 | 9.330 | 9.635 | 10.046 | 10.481 |